# Župan Dunaja
To je seznam županov in glavarjev Dunaja od leta 1282.
Dunaj je glavno mesto Avstrije. Od leta 1920 je tudi avstrijska zvezna dežela, njen župan pa je bil tudi Landeshauptmann (deželni glavar) dežele Dunaj.

## Vojvodina in nadvojvodina Avstrija
- Konrad Poll 1282
- Heinrich Hansgraf 1285
- Konrad von Eslarn 1287
- Konrad Poll 1288–1305
- Heinrich Chrannest 1305–1307
- Dietrich von Kahlenberg 1307
- Heinrich von d. Neisse 1308
- Niklas von Eslarn 1309
- Niklas von Eslarn 1309–1313
- Heinrich von d. Neisse 1310
- Niklas Poll 1313–1315
- Hermann von St. Pölten 1316
- Niklas von Eslarn 1316–1317
- Hermann von St. Pölten 1318
- Otto Wülfleinstorfer 1319–1323
- Stephan Chriegler 1323
- Niklas Poll 1324–1327
- Stephan Chriegler 1327–1328
- Heinrich Lang 1329–1330
- Dietrich Urbetsch 1332–1333
- Hermann Snaezl 1333–1334
- Dietrich Urbetsch 1335–1337
- Konrad von Eslarn 1337–1338
- Berthold Poll 1338–1339
- Konrad Wiltwerker 1340–1343
- Hagen von Spielberg 1343–1344
- Reinprecht Zaunrüd 1345–1347
- Friedrich von Tierna 1348–1349
- Dietrich Flusthart 1350–1351
- Friedrich von Tierna 1352
- Heinrich Würfel 1353
- Dietrich Flusthart 1354
- Haunold Schuchler the Elder 1354
- Leopold Polz 1355
- Heinrich Straicher 1356–1357
- Haunold Schuchler the Elder 1357–1358
- Leopold Polz 1358–1360
- Heinrich Straicher 1359–1360
- Haunold Schuchler the Elder 1360–1361
- Hans von Tierna 1362–1364
- Friedrich Rüschl 1364
- Lukas Popfinger 1365–1366
- Thomas Swaeml 1366–1367
- Niklas Würfel 1368–1370
- Thomas Swaeml 1370–1371
- Ulrich Rößl 1372–1374
- Jans am Kienmarkt 1374–1376
- Paul Holzkäufl 1376–1379
- Jans am Kienmarkt 1379–1381
- Paul Holzkäufl 1381–1386
- Michael Geukramer 1386–1395
- Paul Holzkäufl 1396
- Paul Würfel 1396–1397
- Jakob Dorn 1398
- Hans Rockh 1398–1399
- Paul Holzkäufl 1399–1400
- Berthold Lang 1401
- Paul Würfel 1401–1403
- Haunold Schuchler the Younger 1402–1403
- Konrad Vorlauf 1403–1404
- Paul Würfel 1404–1405
- Rudolf Angerfelder 1405–1406
- Konrad Vorlauf 1406–1408
- Konrad Rampersdorffer 1408
- Hans Feldsberger 1408–1409
- Paul Geyr 1410
- Albrecht Zetter 1410–1411
- Rudolf Angerfelder 1411–1419
- Hans Musterer 1420–1421
- Ulrich Gundloch 1422
- Konrad Holzler the Elder 1423–1425
- Hans Scharffenberger 1425–1426
- Paul Würfel the Younger 1427
- Niklas Undermhimmel 1428–1429
- Konrad Holzler the Elder 1430–1433
- Hans Steger 1434–1439
- Niklas Undermhimmel 1438
- Konrad Holzler the Elder 1440–1441
- Andre Hiltprant 1442
- Hans Steger 1443
- Hans Haringseer 1444–1446
- Hans Steger 1447–1449
- Konrad Holzler the Younger 1450–1451
- Oswald Reicholf 1452
- Niklas Teschler 1453
- Oswald Reicholf 1454
- Konrad Holzler the Younger 1455
- Niklas Teschler 1456–1457
- Thomas Schwarz 1457
- Jakob Starch 1457–1460
- Christian Prenner 1461–1462
- Sebastian Ziegelhauser 1462
- Wolfgang Holzer 1462–1463
- Friedrich Ebmer 1463
- Ulrich Metzleinstorffer 1464–1466
- Martin Enthaimer 1467
- Andreas Schönbrucker 1467–1473
- Hans Heml 1473–1479
- Laurenz Haiden 1479–1484
- Stephan Een 1485–1486
- Leonhard Radauner 1487–1489
- Laurenz Taschendorfer 1489–1490
- Stephan Een 1490
- Paul Keck 1490–1493
- Friedrich Geldreich 1494–1496
- Paul Keck 1497 – 99
- Wolfgang Rieder 1500–1501
- Leonhard Lackner 1502
- Wolfgang Zauner 1503
- Paul Keck 1504–1507
- Sigmund Pernfuß 1507
- Paul Keck 1508
- Wolfgang Rieder 1509–1510
- Hans Süß 1511–1512
- Leonhard Pudmannsdorfer 1512
- Hans Kuchler 1513
- Friedrich Piesch 1514
- Johann Kaufmann 1515
- Hans Süß 1516
- Hans Rinner 1516–1517
- Leonhard Pudmannsdorfer 1518
- Wolfgang Kirchhofer 1519–1520
- Hans Süß 1520
- Martin Siebenbürger 1520–1521
- Gabriel Guetrater 1522–1524
- Hans Süß 1524–1526

## Habsburška monarhija
- Roman Staudinger 1526
- Sebastian Sulzbeck 1527
- Wolfgang Treu 1528–1530
- Sebastian Eysler 1531
- Wolfgang Treu 1532–1533
- Johann Pilhamer 1534–1535
- Wolfgang Treu 1536–1537
- Hermes Schallautzer 1538–1539
- Paul Pernfuß 1540–1541
- Stephan Tenck 1542–46
- Sebastian Schrantz 1547–1548
- Sebastian Hutstocker 1549–1550
- Christoph Hayden 1551–1552
- Sebastian Hutstocker 1553–1555
- Hans Übermann 1556–1557
- Georg Prantstetter 1558–1559
- Thomas Siebenbürger 1560–1561
- Hermann Bayr 1562–1563
- Matija Brunnhofer 1564–1565
- Hans Übermann 1566–1567
- Georg Prantstetter 1568–1569
- Hanns von Thau 1570–1571
- Georg Prantstetter 1572–1573
- Hanns von Thau 1574–1575
- Christoph Hutstocker 1576–1577
- Hanns von Thau 1578–1579
- Bartholomäus Prantner 1580–1581
- Hanns von Thau 1582–1583
- Bartholomäus Prantner 1584–1585
- Oswald Hüttendorfer 1586–1587
- Hanns von Thau 1588–1589
- Georg Fürst 1590–1591
- Bartholomäus Prantner 1592–1595
- Paul Steyrer 1596–1597
- Oswald Hüttendorfer 1598–1599
- Andreas Rieder 1600 – 01
- Georg Fürst 1602 – 03
- Augustin Haffner 1604 – 07
- Lukas Lausser 1608 – 09
- Daniel Moser 1610 – 13
- Veit Resch 1614 – 15
- Daniel Moser 1616 – 22
- Paul Wiedemann 1623 – 25
- Daniel Moser 1626 – 37
- Christoph Faßoldt 1638 – 39
- Konrad Bramber 1640 – 45
- Caspar Bernhardt 1646 – 48
- Johann Georg Dietmayr 1648 – 53
- Thomas Wolfgang Puechenegger 1654 – 55
- Johann Georg Dietmayr von Dietmannsdorf 1656 – 59
- Johann Christoph Holzner 1660 – 63
- Johann Georg Dietmayr von Dietmannsdorf 1664 – 67
- Johann Christoph Holzner 1667 – 69
- Daniel Lazarus Springer 1670 – 73
- Peter Sebastian Fügenschuh 1674 – 77
- Daniel Lazarus Springer 1678 – 79
- Johann Andreas von Liebenberg 1680 – 83
- Simon Stephan Schuster 1684 – 87
- Daniel Fockhy 1688 – 91
- Johann Franz Peickhardt 1692 – 95
- Jakob Daniel Tepser 1696 – 99
- Johann Franz Peickhardt 1700 – 03
- Jakob Daniel Tepser 1704 – 07
- Johann Franz Wenighoffer 1708 – 12
- Johann Lorenz Trunck von Guttenberg 1713 – 16
- Josef Hartmann 1717 – 20
- Franz Josef Hauer 1721 – 24
- Josef Hartmann 1725 – 26
- Franz Josef Hauer 1727 – 28
- Johann Franz Purck 1729 – 30
- Franz Daniel Edler von Bartuska 1731 – 32
- Andreas Ludwig Leitgeb 1733 – 36
- Johann Adam von Zahlheim 1737 – 40
- Peter Joseph Kofler 1741 – 44
- Andreas Ludwig Leitgeb 1745 – 51
- Peter Joseph Edler von Kofler 1751 – 64
- Leopold Franz Gruber 1764
- Josef Anton Bellesini 1764 – 67
- Leopold Franz Gruber 1767 – 73
- Josef Georg Hörl 1773–1804

## Avstrijsko cesarstvo in Avstro-Ogrska
- Stephan Edler von Wohlleben 1804 – 23
- Anton Joseph Edler von Leeb 1835 – 37
- Ignaz Czapka 1838 – 48
- Johann Kaspar Freiherr von Seiller 1851 – 61
- Andreas Zelinka 1861 – 68
- Cajetan Freiherr von Felder 1868 – 78
- Julius von Newald 1878 – 82
- Eduard Uhl 1882 – 89
- Johann Prix 1889 – 94
- Raimund Grübl 1894 – 95
- Hans von Friebeis 1895 – 96
- Josef Strobach 1896 – 97
- Karl Lueger 1897–1910 (CS)
- Josef Neumayer 1910 – 12 (CS)
- Richard Weiskirchner 1912 – 18 (CS)

## Prva avstrijska republika
- Richard Weiskirchner 1918–1919 (CS)
- Jakob Reumann 1919–1922 (SDAPÖ)

## Župani in guvernerji Dunaja
Leta 1922 je bilo mesto Dunaj ustanovljeno kot zvezna dežela Avstrije. Prej je bilo glavno mesto del Spodnje Avstrije. Tako ima dunajski župan tudi rang deželnega glavarja.
| #                          | Portret                   | Župan                     | Začetek mandata           | Konec mandata             | Politična stranka                  |
| Prva avstrijska republika  | Prva avstrijska republika | Prva avstrijska republika | Prva avstrijska republika | Prva avstrijska republika | Prva avstrijska republika          |
| -------------------------- | ------------------------- | ------------------------- | ------------------------- | ------------------------- | ---------------------------------- |
| 1.                         |                           | Jakob Reumann             | 1. januar 1922            | 13. november 1923         | Socialdemokratska delavska stranka |
| 2.                         |                           | Karl Seitz                | 13. november 1923         | 12. februar 1934          | Socialdemokratska delavska stranka |
| Federalna dežela Avstrije  |                           |                           |                           |                           |                                    |
| 3.                         |                           | Richard Schmitz           | 13. februar 1934          | 11. marec 1938            | Fronta očetnjave                   |
| Nacistična Nemčija         |                           |                           |                           |                           |                                    |
| 4.                         |                           | Hermann Neubacher         | 13. marec 1938            | 14. december 1940         | NSDAP                              |
| 5.                         |                           | Philipp Wilhelm Jung      | 14. december 1940         | 30. december 1943         | NSDAP                              |
| 6.                         |                           | Hanns Blaschke            | 30. december 1943         | 6. april 1945             | NSDAP                              |
| Druga avstrijska republika |                           |                           |                           |                           |                                    |
| 7.                         |                           | Rudolf Prikryl            | 13. april 1945            | 17. april 1945            | neodvisen                          |
| 8.                         |                           | Theodor Körner            | 17. april 1945            | 18. junij 1951            | SPÖ                                |
| 9.                         |                           | Franz Jonas               | 18. junij 1951            | 9. junij 1965             | SPÖ                                |
| 10.                        |                           | Bruno Marek               | 10. junij 1965            | 21. december 1970         | SPÖ                                |
| 11.                        |                           | Felix Slavik              | 21. december 1970         | 5. julij 1973             | SPÖ                                |
| 12.                        |                           | Leopold Gratz             | 5. julij 1973             | 10. september 1984        | SPÖ                                |
| 13.                        |                           | Helmut Zilk               | 10. september 1984        | 7. november 1994          | SPÖ                                |
| 14.                        |                           | Michael Häupl             | 7. november 1994          | 24. maj 2018              | SPÖ                                |
| 15.                        |                           | Michael Ludwig            | 24. maj 2018              | Incumbent                 | SPÖ                                |